# Omak
Omak est une ville du comté d'Okanogan, dans l'État de Washington, aux États-Unis. Sa population s’élevait à 4 845 habitants lors du recensement de 2010, estimée à 4 787 habitants en 2017.
Une partie de la ville est située au sein de la réserve indienne de Colville.

## Démographie
| Groupe            | Omak | Washington | États-Unis |
| ----------------- | ---- | ---------- | ---------- |
| Blancs            | 71,2 | 77,3       | 72,4       |
| Amérindiens       | 17,4 | 1,5        | 0,9        |
| Autres            | 6,3  | 5,7        | 6,4        |
| Métis             | 4,1  | 4,7        | 2,9        |
| Afro-Américains   | 0,6  | 3,6        | 12,6       |
| Asiatiques        | 0,6  | 7,2        | 4,8        |
| Total             | 100  | 100        | 100        |
|                   |      |            |            |
| Latino-Américains | 12,6 | 11,2       | 16,7       |

En 2010, la population amérindienne est majoritairement composée de Colville, qui représentent 13,3 % de la population de la ville.
Selon l'American Community Survey, pour la période 2011-2015, 80,53 % de la population âgée de plus de 5 ans déclare parler anglais à la maison, alors que 17,26 % déclare parler l'espagnol et 0,46 % une autre langue.